# Internazionali Tennis Val Gardena Südtirol
Gli Internazionali Tennis Val Gardena Südtirol (in tedesco ATP Challenger St. Ulrich in Gröden), conosciuti anche come Sparkasse Challenger - Val Gardena Südtirol per motivi di sponsorizzazione, sono un torneo professionistico di tennis maschile giocato sul cemento indoor, che fa parte dell'ATP Challenger Tour. Si giocano annualmente al Tennis Center Ortisei di Ortisei, in Italia, dal 2010.

## Albo d'oro

### Singolare
| Anno | Campione           | Finalista             | Punteggio              |
| ---- | ------------------ | --------------------- | ---------------------- |
| 2023 | Lukáš Klein        | Maks Kaśnikowski      | 6(4)–7, 7–6(4), 7–6(6) |
| 2022 | Borna Gojo         | Lukáš Klein           | 7–6(4), 6–3            |
| 2021 | Oscar Otte         | Maxime Cressy         | 7–6(5), 6–4            |
| 2020 | Il'ja Ivaška       | Antoine Hoang         | 6–4, 3–6, 7–6(3)       |
| 2019 | Jannik Sinner      | Sebastian Ofner       | 6–2, 6–4               |
| 2018 | Ugo Humbert        | Pierre-Hugues Herbert | 6–4, 6–2               |
| 2017 | Lorenzo Sonego     | Tim Pütz              | 6–4, 6–4               |
| 2016 | Stefano Napolitano | Alessandro Giannessi  | 6–4, 6–1               |
| 2015 | Ričardas Berankis  | Rajeev Ram            | 7–6(3), 6–3            |
| 2014 | Andreas Seppi (2)  | Matthias Bachinger    | 6–4, 6–3               |
| 2013 | Andreas Seppi (1)  | Simon Greul           | 7–6(4), 6–2            |
| 2012 | Benjamin Becker    | Andreas Seppi         | 6–1, 6–4               |
| 2011 | Rajeev Ram         | Jan Hernych           | 7–5, 3–6, 7–6(6)       |
| 2010 | Michał Przysiężny  | Lukáš Lacko           | 6–3, 7–5               |

### Doppio
| Anno | Campione                                          | Finalista                             | Punteggio              |
| ---- | ------------------------------------------------- | ------------------------------------- | ---------------------- |
| 2023 | Andrew Paulson Patrik Rikl                        | Maximilian Neuchrist Jakub Paul       | 4–6, 7–6(7), [11–9]    |
| 2022 | Denis Istomin Evgenij Karlovskij                  | Marco Bortolotti Sergio Martos Gornés | 6–3, 7–5               |
| 2021 | Antonio Šančić (3) Tristan-Samuel Weissborn (2)   | Lucas Miedler Alexander Erler         | 7–6(8), 4–6, [10–8]    |
| 2020 | Andre Begemann Albano Olivetti (2)                | Ivan Sabanov Matej Sabanov            | 6–3, 6–2               |
| 2019 | Antonio Šančić (2) Nikola Ćaćić                   | David Pel Sander Arends               | 6(5)–7, 7–6(3), [10–7] |
| 2018 | Sander Gillé Joran Vliegen                        | Purav Raja Antonio Šančić             | 3–6, 6–3, [10–3]       |
| 2017 | Sander Arends Antonio Šančić (1)                  | Jeremy Jahn Edan Leshem               | 6–2, 5–7, [13–11]      |
| 2016 | Kevin Krawietz Albano Olivetti (1)                | Frank Dancevic Marko Tepavac          | 6–4, 6–4               |
| 2015 | Maximilian Neuchrist Tristan-Samuel Weissborn (1) | Nikola Mektić Antonio Šančić          | 7–6(7), 6–3            |
| 2014 | Sergey Betov Alexander Bury                       | James Cluskey Austin Krajicek         | 6–4, 7–5, [10–6]       |
| 2013 | Christopher Kas Tim Pütz                          | Benjamin Becker Daniele Bracciali     | 6–2, 7–5               |
| 2012 | Karol Beck Rik De Voest                           | Rameez Junaid Michael Kohlmann        | 6–3, 6–4               |
| 2011 | Dustin Brown Lovro Zovko                          | Philipp Petzschner Alexander Waske    | 6–4, 7–6(4)            |
| 2010 | Michail Elgin Aleksandr Kudrjavcev                | Tomasz Bednarek Michał Przysiężny     | 3–6, 6–3, [10–3]       |